# Lycée Marie-Curie (Hô Chi Minh-Ville)
Pour les articles homonymes, voir Lycée Marie-Curie.
Le lycée Marie-Curie (en vietnamien : Trường Trung học Phổ thông Marie Curie) est un établissement d'enseignement secondaire public situé dans le 3e arrondissement d'Hô Chi Minh-Ville. C'est l'un des plus anciens lycées d'Hô Chi Minh-Ville.
Le lycée Marie-Curie fait partie des quatre écoles qui enseignent encore le français à Hô Chi Minh-Ville avec le lycée d'élite Le Hong Phong, le lycée Nguyên Thi Minh Khai et le lycée français international Marguerite-Duras.

## Histoire
Son origine remonte au début du XXe siècle, puisqu'il fut fondé en 1918 comme école pour filles par le gouvernement colonial français.

## Personnalités liées au lycée

### Anciens élèves
- Thanh Lan, actrice et chanteuse vietnamienne.
- Ninh Cát Loan Châu, chanteuse américano-vietnamienne.
- Đông Nhi, actrice et chanteuse vietnamienne.
- Võ Hoàng Yến, première dauphine de Miss Univers Viêt Nam 2008.
- Bảo Thy, chanteuse vietnamienne.
- Tuyet Nguyet, éditrice, rédactrice en chef et fondatrice vietnamienne du magazine Arts of Asia.
- Nhật Tinh Anh, chanteur vietnamien, ancien membre du groupe 1088.
- Akira Phan, chanteur vietnamien.

## Galerie

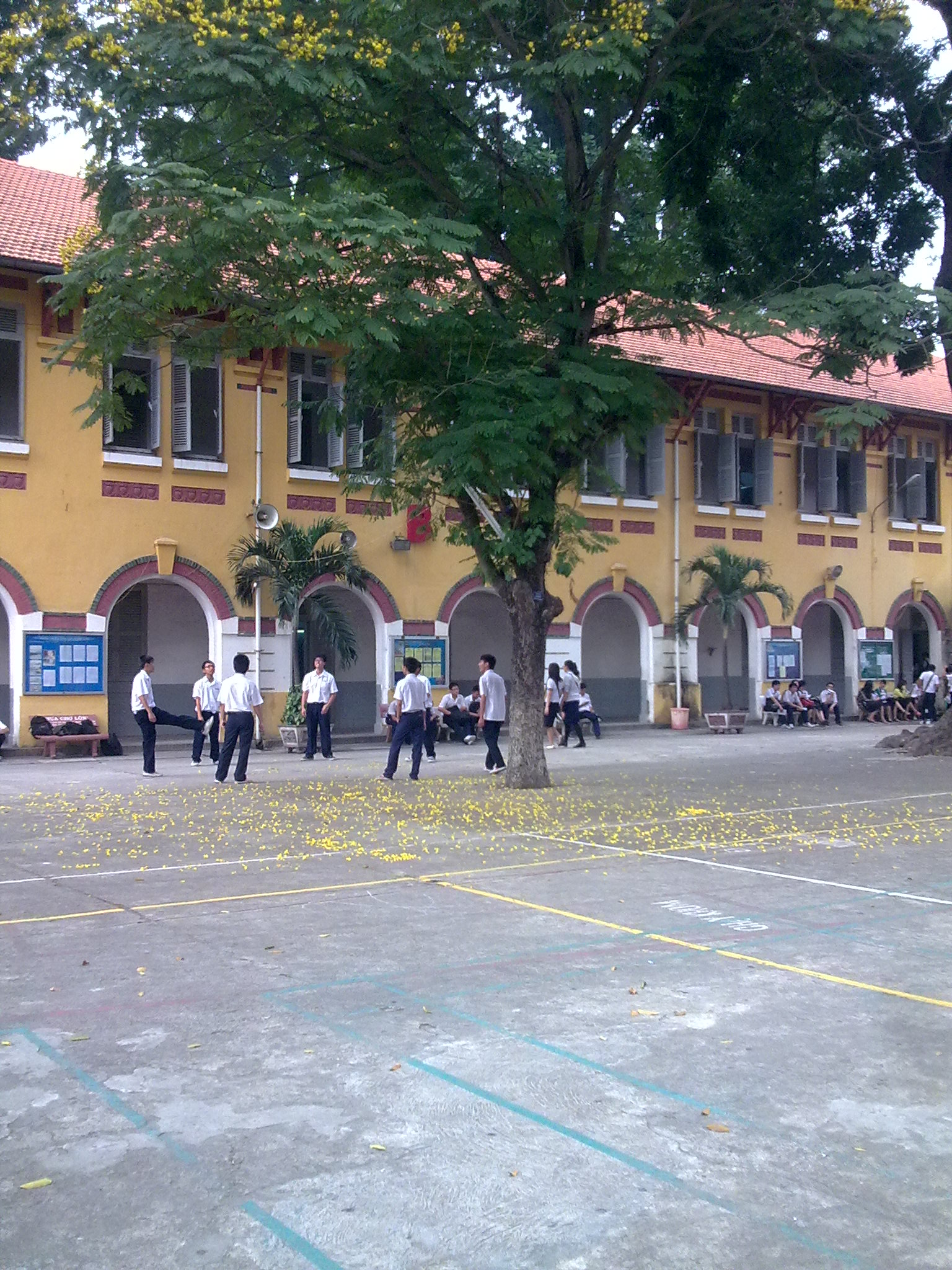
Cour du lycée.
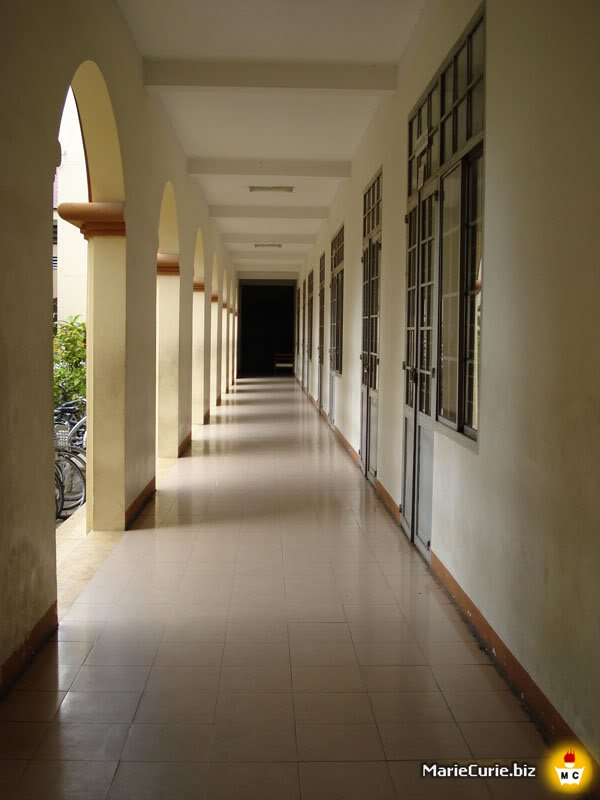
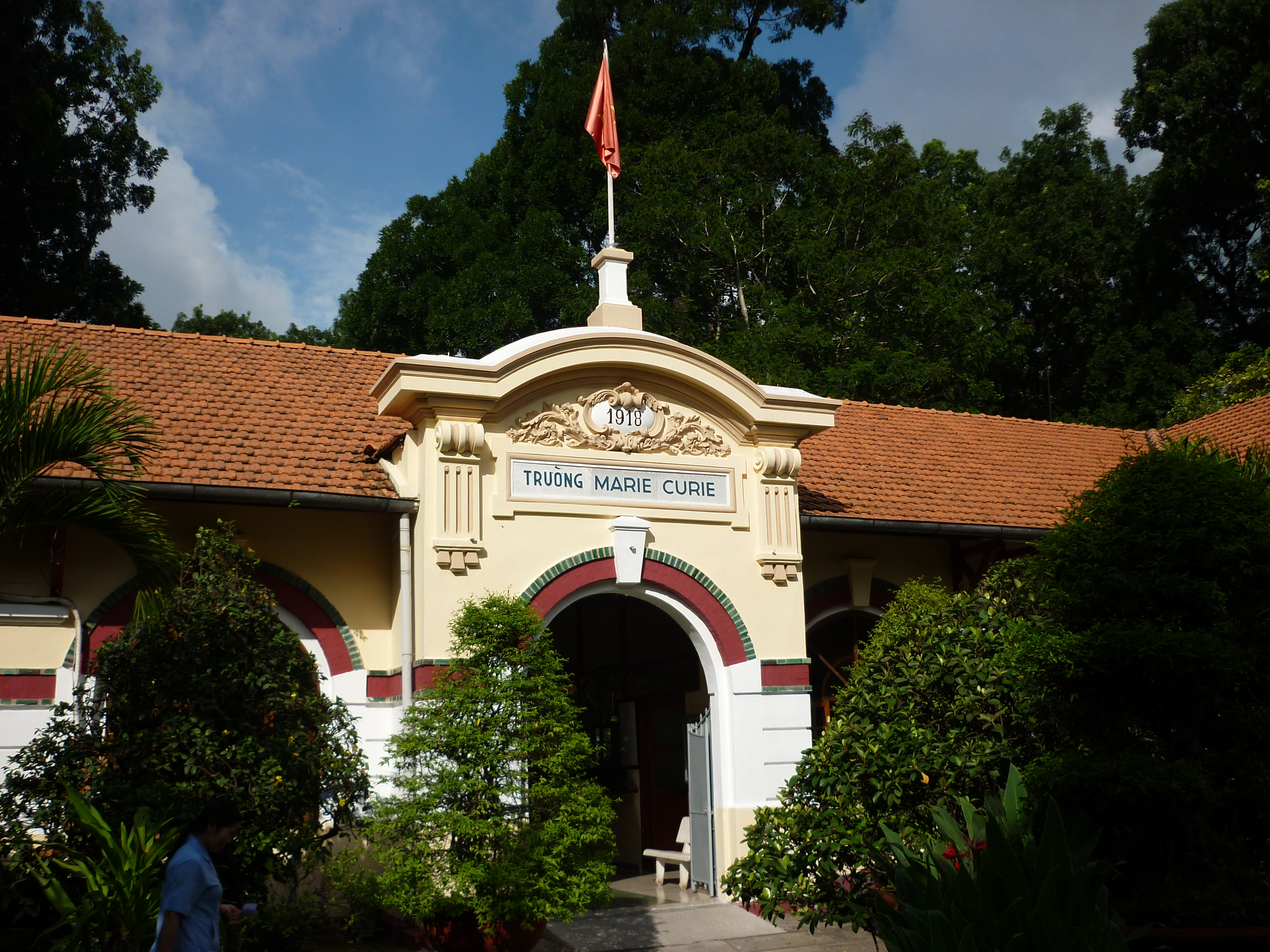
Entrée principale du lycée Marie-Curie.